# Beit Zvi
Beit Zvi (en hébreu : בית צבי) est une école d’acteurs située à Ramat Gan en Israël fondée en 1950. Les diplômés de l’école sont très demandés dans le monde du théâtre israélien.

## Histoire
Beit Zvi est la première école de théâtre du pays qui ne soit pas affiliée à un théâtre établi. Elle a été fondée par Haim Gamzo. Le précédent directeur, Gary Bilu, a établi un théâtre pour les diplômés de Beit Zvi et monté des pièces qui n’étaient pas jouées par les théâtres de répertoire.
Beit Zvi offre un cursus de trois ans qui met l’accent sur le jeu dans des productions réelles,.  Micah Lewensohn, nommé directeur de l’école en 2009, est l’ancien directeur du Festival d’Israël. M. Lewensohn prévoit d’instituer un Bachelor of Arts et un cursus d’études télévisuelles.

## Controverses
Malgré son succès en tant qu’école du spectacle, Beit Zvi a été impliquée dans des scandales et des étudiants se sont plaints de la mauvaise gestion et du temps passé en productions au détriment des cours.

## Élèves célèbres
- Lior Ashkenazi (1969)
- Saleh Bakri (1977)
- Vidi Bilu (1959)
- Orly Castel-Bloom (1961)
- George Iskandar (1979)
- Norman Issa (1967)
- Clara Khoury (1976)
- Salwa Nakkara (1959)
- Kais Nashef (1978)
- Khalifa Natour (1964/5)
- Loai Nofi (1985)
- Ilan Ronen (1948)
- Harel Skaat (1981)